# Johannes Heising
Johannes Alkuin Heising (* 24. Mai 1927 in Bad Driburg; † 8. August 2010) war ein deutscher Benediktinermönch und zweiter Abt der Abtei Michaelsberg nach der Wiederbesiedlung.

## Leben
Heising holte nach dem Wehrdienst und der Gefangenschaft das Abitur nach, studierte an der Pädagogischen Akademie in Paderborn und wurde 1952 Lehrer in Bremen. 1954 trat er in die Benediktinerabtei Siegburg ein und nahm den Ordensnamen Alkuin an. Er studierte Theologie am Päpstlichen Athenäum St. Anselmo in Rom, wurde 1959 in Köln zum Priester geweiht und 1962 zum Dr. theol. promoviert. Danach lehrte er an den Ordenshochschulen in Hennef-Geistingen und Vallendar.
Nach dem Rücktritt des Abtes Ildefons Schulte Strathaus 1967 zum Abt gewählt, behielt er die Lehrtätigkeit in eingeschränktem Umfang bei. Im Kloster führte er noch im selben Jahr Reformen im Sinne des Zweiten Vatikanischen Konzils ein, die er vorher mit dem Konvent erarbeitet hatte. Im Dezember 1968 trat er aus Protest gegen die Verurteilung des Reutlinger Religionspädagogen Hubertus Halbfas aus dem Kloster aus, ließ sich laisieren und heiratete.
Von 1970 bis 1995 war er in der Entwicklungshilfe tätig, u. a. als Leiter eines Kinderdorfs der Internationalen Kinderhilfsorganisation Terre des Hommes in Libreville, Gabun, von 1973 bis 1976 als Landesbeauftragter des Deutschen Entwicklungsdienstes in Benin und Togo und danach als unabhängiger Entwicklungsberater.